# Munir Bin Amadi
Munir Bin Amadi (Mounir Benamadi, ar. منير بن أمادي; ur. 5 kwietnia 1982) – algierski judoka. Olimpijczyk z Pekinu 2008, gdzie zajął siedemnaste miejsce w wadze półlekkiej.
Uczestnik mistrzostw świata w 2007. Startował w Pucharze Świata w 2008. Mistrz igrzysk afrykańskich w 2007. Srebrny medalista mistrzostw Afryki w 2008 roku.

## Letnie Igrzyska Olimpijskie 2008
| Konkurencja | Eliminacje           | Eliminacje              | Klas. końcowa |
| Konkurencja | Przeciwnik I         | Przeciwnik II           | Miejsce       |
| ----------- | -------------------- | ----------------------- | ------------- |
| 66 kg       | Steven Brown (AUS) Z | Mirali Sharipov (AZE) P | 17.           |